# 박범준
박범준(2004년 5월 28일 ~ )은 KBO 리그 키움 히어로즈에서 뛰고 있는 대한민국의 야구 선수다.

## 출신 학교
- 대전신흥초등학교
- 한밭중학교
- 대전고등학교

## 등번호
- 04 (2024)
- 45 (2024-)